# Sommarmåne
Sommarmåne (engelska: The Man in the Moon) är en amerikansk dramafilm från 1991, i regi av Robert Mulligan. I huvudrollerna ses Sam Waterston, Tess Harper, Jason London, Emily Warfield och Reese Witherspoon.

## Handling
Sommaren 1957, Elvis är kung, och på landsbygden i Louisiana bor 14-åriga Dani med sin familj. Hennes äldre syster Maureen är vacker, smart och populär bland pojkar - allt som Dani vill vara. Ingen av dem är dock riktigt nöjd med tillvaron eller sig själva.
Livet blir klart bättre när 17-åriga Court Foster flyttar in i den lediga gården intill med mamma och syskon. Court tycker om Dani trots åldersskillnaden och de börjar umgås. Men tonårens djupa vatten är mer förrädiska än Dani insett och hennes och Courts relation blir mer komplicerad. Den varma, ljuva sommaren förvandlas och blir en rejäl utmaning för Dani, som får lära sig hantera helt nya känslor och erfarenheter. Hon är inte ett barn längre. 

## Rollista i urval
- Sam Waterston - Matthew Trant
- Tess Harper - Abigail Trant
- Gail Strickland - Marie Foster
- Reese Witherspoon - Dani Trant
- Jason London - Court Foster
- Emily Warfield - Maureen Trant
- Bentley Mitchum - Billy Sanders
- Ernie Lively - Will Sanders
- Dennis Letts - Doc White
- Earleen Bergeron - Eileen Sanders
- Anna Chappell - Mrs. Taylor
- Brandi & Sandi Smith - Missy Trant
- Derek & Spencer Ball - tvillingarna Foster